# Condado de Baker (Flórida)
O condado de Baker (em inglês:  Baker County) é um dos 67 condados do estado americano da Flórida. Foi fundado em 8 de fevereiro de 1861. A sede e cidade mais populosa do condado é Macclenny.

## Geografia
De acordo com o United States Census Bureau, o condado possui uma área de 1 525 km², dos quais 1 516 km² estão cobertos por terra e 10 km² por água.

## Demografia
Segundo o censo nacional de 2010, o condado possui uma população de 27 115 habitantes e uma densidade populacional de 17,9 hab/km². Possui 9 687 residências, que resulta em uma densidade de 6,4 residências/km².
Das duas localidades incorporadas no condado, Macclenny é a mais populosa e a mais densamente povoada, com 6 374 habitantes e densidade populacional de 519,2 hab/km². Glen St. Mary é a menos populosa, com 437 habitantes. De 2000 para 2010, a população de Macclenny cresceu 43% e a de Glen St. Mary reduziu quase 8%.